# Donja Vlahinička
Donja Vlahinička is een plaats in de gemeente Popovača in de Kroatische provincie Sisak-Moslavina. De plaats telt 569 inwoners (2001).